# Nairobifördraget
Nairobifördraget är en internationell överenskommelse inom World Intellectual Property Organization, (WIPO/OMPI) angående skydd för Olympiska spelens symbol med de fem ringarna. Fördraget antogs 1981, vid WIPO-konferensen i Nairobi, i Kenya, den 24-25 september. Den skulle träda i kraft så snart minst tre länder ratificerat överenskommelsen. 1982 hade 4 länder ratificerat, och fördraget trädde därför i kraft detta år. 1990 var 32 länder anslutna. 2006 anslöt sig Estland som nummer 50, men ännu 2014 var Sverige utanför, varför OS-symbolen saknar formellt skydd i Sverige. I januari 2015 hade 51 nationer ratificerat fördraget.